# Tabellenbuch Metall
Das Tabellenbuch Metall ist ein im deutschen Sprachraum weit verbreitetes und regelmäßig aktualisiertes Nachschlagewerk für Maschinenbau und Fertigungstechnik. Es wird von Ulrich Fischer herausgegeben und erscheint beim Verlag Europa-Lehrmittel. Die aktuelle Auflage ist die 50. von 2025. Eine englischsprachige Variante, die auf der 45. deutschsprachigen Auflage beruht, hat den Titel "Mechanical and Metal Trades Handbook", das in der 3. Auflage 2013 erhältlich ist.
Das Tabellenbuch Metall enthält Tabellen, Formeln, Sachwort- und Normenverzeichnisse. Es findet in der Aus- und Weiterbildung und in der beruflichen Praxis rund um den Maschinenbau und die Fertigungstechnik Verwendung und ist beispielsweise im hessischen Beruflichen Gymnasium in der schriftlichen Abiturprüfung zugelassen.

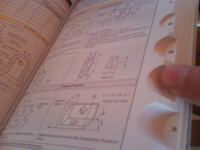
Register am Rand des Tabellenbuchs Metall

Die Inhalte sind in sieben Kategorien eingeteilt:
1. Technische Mathematik
2. Technische Physik
3. Technische Kommunikation
4. Werkstofftechnik
5. Maschinenelemente
6. Fertigungstechnik
7. Automatisierungs- und Informationstechnik

Der Zugriff auf die einzelnen Kapitel ist über ein Register oder das Inhaltsverzeichnis möglich.

## Varianten
- Tabellenbuch Metall (ohne Formelsammlung), 504 Seiten, ISBN 978-3-7585-1143-1
- Tabellenbuch Metall (mit 48-seitiger broschierter Formelsammlung), 504 Seiten, ISBN 978-3-7585-1142-4
- Tabellenbuch Metall XL (mit 48-seitiger broschierter Formelsammlung und Freischaltcode für digitale Variante), 504 Seiten, ISBN 978-3-7585-1144-8
- Mechanical and Metal Trades Handbook, 482 Seiten, ISBN 978-3-8085-1915-8
- Tabellenbuch Metall 7.0 CD (digitale Einzelplatzversion), ISBN 978-3-8085-8580-1
- Tabellenbuch Metall 7.0 CD (digitale Mehrplatzversion), Europa-Nr. 85794
- Tabellenbuch Metall 7.0 ONLINE (digitale Einzelplatzversion), Europa-Nr. 85796